# Monoporella elongata
Monoporella elongata är en mossdjursart som beskrevs av James Dick 2008. Monoporella elongata ingår i släktet Monoporella och familjen Monoporellidae. Inga underarter finns listade i Catalogue of Life.